# Incidente del San Felipe

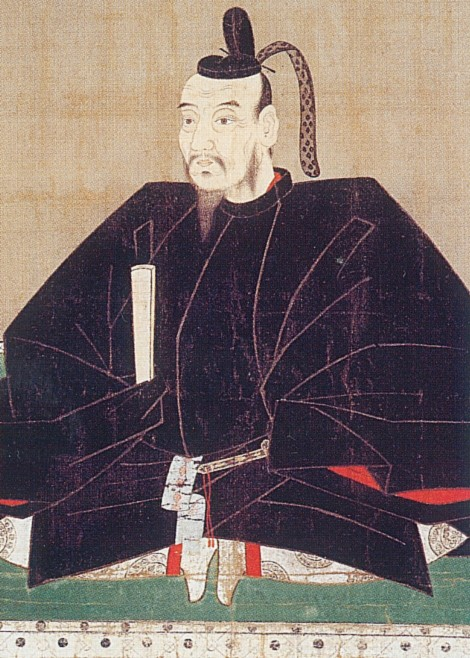
Chōsokabe Motochika.

El 19 de octubre de 1596, el barco español San Felipe naufragó en Urado, en la isla japonesa de Shikoku, en ruta de Manila a Acapulco. El daimyō local Chōsokabe Motochika se apoderó de la rica carga del galeón de Manila y el incidente se intensificó hasta llegar a Toyotomi Hideyoshi, gobernador taikō de Japón. El piloto del barco sugirió incautamente a las autoridades japonesas que era un modus operandi español que los misioneros se infiltraran en un país antes de una eventual conquista militar, como se había hecho en América. Esto llevó a la crucifixión de 26 cristianos en Nagasaki, la primera persecución a los cristianos por parte del estado en Japón. Los ejecutados fueron más tarde conocidos como los 26 mártires de Japón.

## Contexto
Poco después de los primeros contactos en 1543, los barcos portugueses comenzaron a llegar a Japón para comerciar. En ese momento, los japoneses estaban deseando adquirir productos chinos como la seda y la porcelana, pero la dinastía Ming les había prohibido el comercio privado con China como castigo por las incursiones de los piratas wakō. Por lo tanto, los portugueses encontraron la oportunidad de actuar como intermediarios en el comercio de productos chinos por plata japonesa y se beneficiaron enormemente.
El comercio Nanban, como se llamó a esta actividad comercial euro-japonesa, estaba estrechamente ligado a la propagación del cristianismo. Los jesuitas, patrocinados por Portugal, tomaron la iniciativa en el proselitismo de la fe católica en Japón, y el hecho consumado fue aprobado en la bula papal de Gregorio XIII de 1575, que decidió que Japón pertenecía a la diócesis portuguesa de Macao. De ahí que los jesuitas gozaran del derecho exclusivo para propagar el cristianismo en Japón, lo que significaba que sus patrocinadores, los portugueses, tenían el derecho exclusivo a comerciar con Japón dentro de la cristiandad.
La misión cristiana en Japón tuvo un éxito temprano entre los daimyō guerreros del período Sengoku, porque los comerciantes portugueses, bajo la influencia de los misioneros, estaban más dispuestos a detenerse en puertos que pertenecían a un señor cristiano, lo que para el daimyō significaba un mejor acceso a las armas de fuego europeas. Esta situación cambió gradualmente a medida que Toyotomi Hideyoshi se aproximaba a completar la unificación de Japón y se preocupaba por los posibles factores de descentralización, como el hecho de que los vasallos siguieran una religión extranjera.

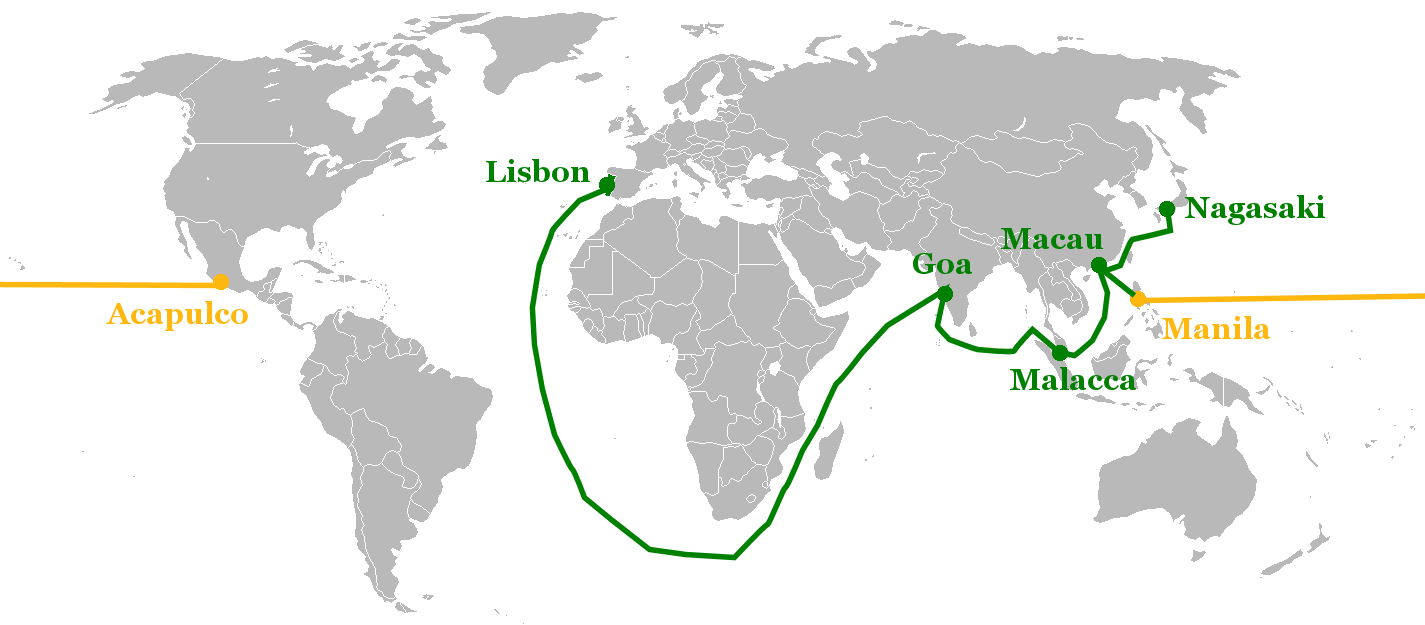
Rutas comerciales de los portugueses (verde) y de los españoles (amarillo) hacia Macao y Nagasaki.

En 1587, después de una cordial audiencia con Gaspar Coelho, superior de la misión jesuita, Hideyoshi incrementó su preocupación al jactarse Coelho de que los jesuitas podían realizar un llamamiento a los buques de guerra portugueses y reunir a los daimyō cristianos para la próxima invasión de Corea liderada por Hideyoshi. No más de dos semanas después, el 24 de julio, Hideyoshi ordenó la expulsión de los misioneros jesuitas de Japón; sin embargo, el decreto de 1587 no se aplicó particularmente. Incluso el propio Hideyoshi se burló a sabiendas del edicto y permitió a los misioneros jesuitas entrar en Japón como traductores e intermediarios comerciales. Finalmente, los misioneros se sintieron lo suficientemente seguros como para continuar su proselitismo en Japón, aunque discretamente.
A pesar de la unión de la corona española y portuguesa en 1580, que estipulaba que España no interferiría con el imperio colonial portugués, los misioneros de la Orden Franciscana patrocinados por España veían con celos el éxito de Portugal en Japón y trataban de desbaratar el monopolio jesuita en el país nipón. Los frailes entraron en Japón a través de Filipinas en 1593 y tras una audiencia inicial con Hideyoshi se vieron lo suficientemente preparados como para empezar a hacer proselitismo abiertamente cerca de Kioto, la capital. Los padres jesuitas se quejaron inmediatamente de la ilegalidad de la presencia de los frailes y advirtieron contra su imprudente desprecio del edicto de 1587, pero los franciscanos, convencidos de la solidez de sus métodos debido a sus éxitos en América, no hicieron caso de estas advertencias.

## Naufragio delSan Felipe
El 12 de julio de 1596, el barco español San Felipe zarpó de Manila a Acapulco bajo el mando del capitán Matías de Landecho con un cargamento que se estimaba en más de un millón de pesos. Esta partida relativamente tardía del galeón de Manila significó que el San Felipe zarpó durante la temporada de tifones del Pacífico. Después de haber sido golpeado por dos tifones, el capitán decidió navegar hacia Japón para poder reparar el buque, pero al acercarse a la costa japonesa el galeón fue golpeado por un tercer tifón, dejando a la nave sin velas. Gracias a la corriente de Kuroshio, el barco pudo ir a la deriva hacia Japón, algo que la tripulación consideró un milagro. A pesar de avistar tierra en la latitud de Kioto, el barco no pudo atracar por los fuertes vientos y se alejó de la costa. En medio del temor de que el incontrolable barco se estrellara contra las rocas, el San Felipe se acercó a la costa de la provincia de Tosa, en Shikoku, el 19 de octubre de 1596.
Confiado por las historias de la hospitalidad de Hideyoshi hacia los frailes, el capitán se sintió lo suficientemente seguro como para rechazar una sugerencia de su tripulación de dirigirse al puerto amistoso de Nagasaki, en el centro del comercio Nanban; sin embargo, el daimyō local, Chōsokabe Motochika, se mostró hostil a los extranjeros mientras obligaba al malogrado buque a ir a su puerto de origen, Urado (浦戸; en la actual Kōchi), con 200 barcos armados. Una vez que el San Felipe llegó a Urado, se hundió en un banco de arena. Los samurái de Chōsokabe confiscaron los 600 000 pesos restantes de carga a bordo, pues el resto ya se había perdido en el tormentoso viaje. Motochika afirmó que era un procedimiento estándar, ya que entendía que cualquier buque varado o naufragado en Japón pertenecía a las autoridades locales junto con su carga; también pudo haberse visto tentado por la propia carga, ya que el comercio Nanban y las riquezas asociadas a él rara vez llegaban a Shikoku.
Cuando la tripulación española protestó, Motochika sugirió que llevaran su caso a Hideyoshi, el jefe de gobierno de facto, y les recomendó que buscaran ayuda de su amigo personal Mashita Nagamori, uno de los cinco comisionados de Hideyoshi. El capitán Landecho siguió el consejo y envió a dos de sus oficiales a Kioto con la orden de que se reunieran con los frailes franciscanos y evitaran tratar con los jesuitas.

## Entrevista y reacción

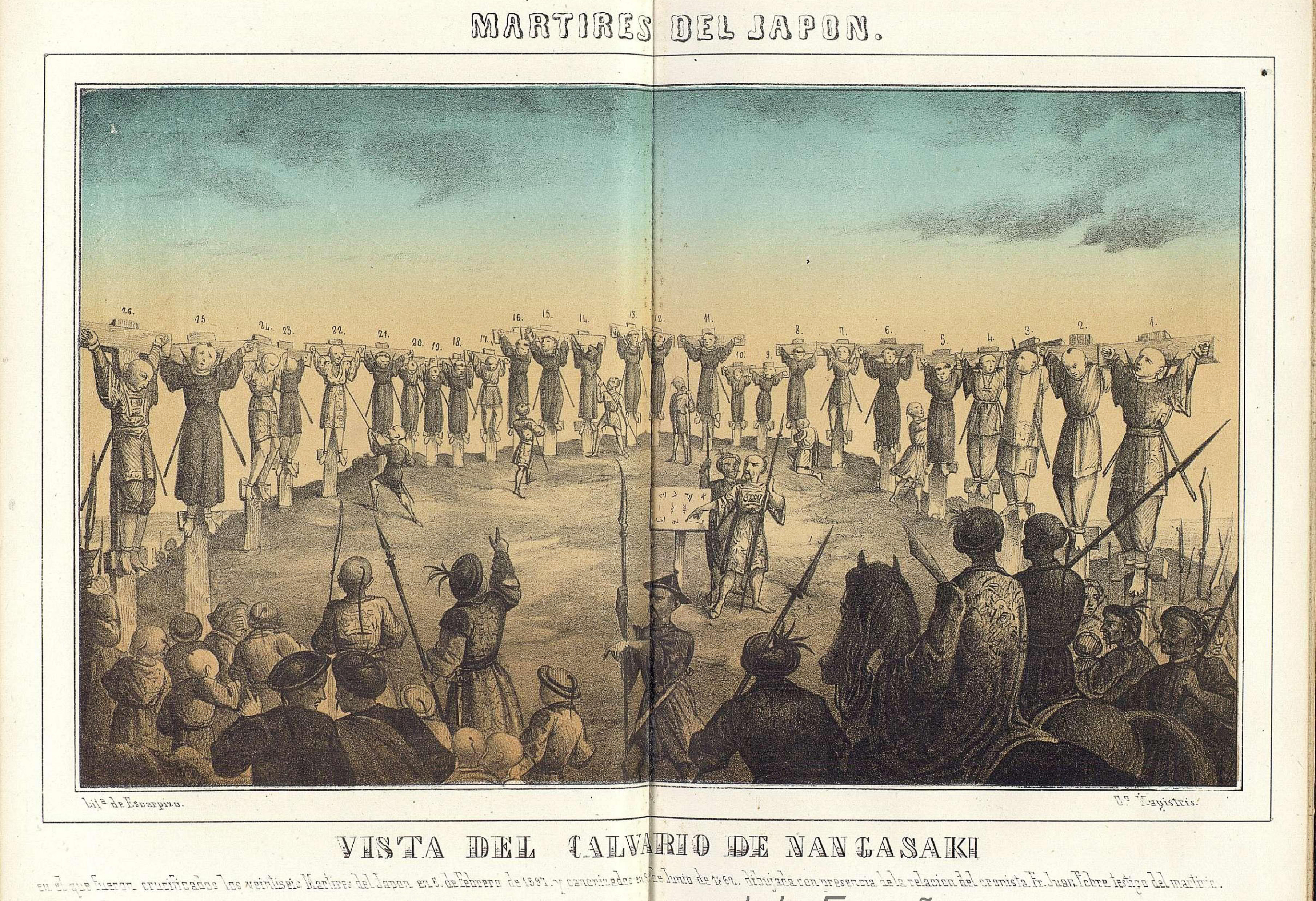
Crucifixión de los 26 cristianos en Nagasaki en 1597

La recomendación de Chōsokabe Motochika resultó ser de dudosa fe, ya que Mashita Nagamori vio que se podía sacar provecho de la situación y aconsejó a Hideyoshi que guardara el cargamento para la tesorería de la corte. Los jesuitas se enteraron del asunto y se ofrecieron a interceder en nombre de la tripulación española, sugiriendo los servicios de otro de los cinco comisarios, el simpatizante cristiano Maeda Gen'i; pero el comisario franciscano de Kioto, Pedro Bautista, se negó. En el momento en que Maeda Gen'i fue contactado, Mashita Nagamori ya estaba en camino y Maeda no pudo hacer más que escribir una carta a su colega pidiendo clemencia.
Cuando Nagamori llegó a Tosa, pidió un soborno monetario a los españoles. Al no poder pagarlo, se cargaron las mercancías del San Felipe en un centenar de barcos japoneses para enviarlas a Kioto. Mientras esto ocurría, Nagamori conoció a los españoles, que lo entretenían con música, juegos y un espectáculo de esgrima. Le preguntó al comandante piloto Francisco de Olandía de dónde venían y cómo llegaron a Japón. En este punto Olandía realizó un mapa que mostraba la extensión del imperio colonial español, e insinuó que España ganó su imperio convirtiendo primero a las poblaciones nativas al cristianismo con misioneros y luego enviando conquistadores para que se unieran a los recién convertidos en una invasión de conquista. Nagamori preguntó entonces sobre la relación entre España y Portugal, y se indignó cuando el piloto y el alférez del barco respondieron que los dos imperios compartían un rey (los jesuitas habían explicado durante mucho tiempo a los japoneses que los dos países eran diferentes y estaban separados).
Estas informaciones fueron debidamente transmitidas a Hideyoshi, quien reaccionó con furia. La revelación del piloto fue una confirmación de las sospechas de Hideyoshi sobre el papel de "quinta columna" de los cristianos en Japón, algo avivado por sus seguidores anticristianos. Hideyoshi respondió rápidamente, ordenando que todos los misioneros en Japón fueran reunidos. Ishida Mitsunari, el primero de los cinco comisionados de Hideyoshi, aclaró que la orden de Hideyoshi estaba dirigida a los franciscanos que violaron abiertamente su edicto de 1587. Los jesuitas, que eran discretos en su predicación, fueron excluidos. Al final, veintiséis católicos -seis frailes franciscanos, diecisiete franciscanos terciarios japoneses y tres jesuitas japoneses incluidos por error- fueron llevados de Kioto a Nagasaki, donde fueron crucificados en una colina el 5 de febrero de 1597. Un pasajero del San Felipe, el fraile Felipe de Jesús, estuvo entre los mártires.

## Consecuencias
Al capitán Landecho, que fue a Osaka para reclamar la carga del San Felipe, le dijeron que Hideyoshi tenía todas las razones para tratarlo como un pirata y ser ejecutado, pero que se le perdonaría la vida y se le permitiría salir de Japón con la tripulación y los pasajeros del San Felipe, aunque los esclavos negros a bordo fueron reclutados para el servicio de Hideyoshi. Una parte de la carga confiscada se utilizó para financiar la fracasada invasión japonesa de Corea y el resto se distribuyó entre la nobleza japonesa, llegando algunos artículos incluso hasta el emperador de Japón.
La culpa del percance del San Felipe fue objeto de acalorados debates entre las órdenes religiosas rivales. El relato de los frailes que escaparon del martirio minimizó la declaración del piloto, mientras acusaba a los jesuitas de inacción y, lo que es peor, de traición. Los españoles alegaron que los jesuitas patrocinados por Portugal fueron los instigadores del incidente al instar a Hideyoshi a incautar la carga, denunciar a los españoles como piratas y conquistadores e insultar al rey español a pesar de que Portugal compartía corona con España en ese momento. Los jesuitas negaron formalmente todas estas afirmaciones, y en su lugar culparon a los frailes franciscanos de la imprudencia en Japón que destruyó cualquier buena voluntad que Hideyoshi había mostrado anteriormente: la lengua ligera del piloto le dio a Hideyoshi la oportunidad de actuar y confirmar sus sospechas previas. Estos debates y las historias exageradas que rodearon al episodio del San Felipe se difundieron por todo el imperio colonial español y resultaron en un gran resentimiento en contra de los portugueses y los jesuitas.
Junto con el martirio de los 26 cristianos, el incidente del San Felipe desencadenó una nueva ronda de persecución contra los cristianos, en la que 137 iglesias fueron demolidas y los misioneros jesuitas fueron obligados a abandonar Japón. Los jesuitas hicieron una demostración de cumplimiento cargando una carraca con destino a Macao con un portugués común vestido de misionero, y luego continuaron evangelizando en Japón discretamente hasta la muerte de Hideyoshi en 1598.